# Ypthimomorpha quadriocellata
Ypthimomorpha quadriocellata är en fjärilsart som beskrevs av Embrik Strand 1909. Ypthimomorpha quadriocellata ingår i släktet Ypthimomorpha och familjen praktfjärilar. Inga underarter finns listade i Catalogue of Life.